# ديفيد ألميدا
ديفيد ألميدا (من مواليد 8 فبراير 1969) محامي وسياسي برازيلي ينتمي إلى أفانتي. تم انتخابه رئيسًا لبلدية ماناوس في الانتخابات البلدية للبرازيل في عام 2020. في عام 2017 كان حاكمًا مؤقتًا لأمازوناس بعد إلغاء رئاسة خوسيه ميلو دي أوليفيرا ونائبه من قبل المحكمة الانتخابية العليا بسبب مشاكل في العدالة البرازيلية. ينص الدستور البرازيلي على أنه في حالة إلغاء رئاسة الحاكم ونائبه يعلن مؤقتًا رئاسة المجلس التشريعي خلال العام حتى الانتخابات الداخلية التكميلية التي حدثت في عام 2017، في الوقت الذي كان ألميدا رئيسًا للمجلس التشريعي حيث تولى سلطة ولاية أمازوناس. في عام 2020 تم انتخاب ديفيد ألميدا رئيسًا لبلدية مدينة ماناوس من قبل حزب أفانتي، مما أدى إلى تحويل الأصوات في الجولة الثانية على أمازونينو مينديز، والتي انتهت أولاً في الجولة الأولى، حيث تولى الرئاسة خلفًا لآرثر فيرجيليو نيتو للفترة من عام 2021 وحتى عام 2025.